# Evolution - The Hits
Evolution - The Hits è una compilation (singola o doppia, a seconda delle edizioni, cfr. infra) che raccoglie successi e brani più o meno noti, pubblicata, nel 2003, dalla band synthpop britannica dei Dead or Alive, su etichetta Epic Records, distribuita dalla major Sony Music. Si tratta della seconda raccolta di successi del gruppo, dopo Rip It Up, del 1987, da non confondere con il video dal vivo, intitolato Rip It Up! Live - tra l'altro, ad aumentare la confusione, il concerto giapponese ripreso in Rip It Up! Live, originariamente in VHS, è stato ripubblicato, nel 2003, in formato DVD e Laserdisc, e rinominato Evolution, a sua volta da non confondere con la compilation di cui si tratta qui, Evolution - The Hits. Quanto a quest'ultima, mentre la precedente Rip It Up si limitava a riproporre i più grandi successi tratti dai due album del gruppo, Youthquake, del 1985, e Mad, Bad and Dangerous to Know, del 1986, Evolution - The Hits ripercorre l'intera storia musicale del gruppo, dal 1984, anno del primo grande successo, ottenuto con la cover del brano di KC & The Sunshine Band, "That's the Way (I Like It)" (Numero 22 in Gran Bretagna), fino all'ultimo remix del 2003 della loro Numero 1 storica, "You Spin Me Round (like a Record)", includendo alcuni remix (vecchi e nuovi) e tutti i vari singoli tratti dai sei album di studio. Oltre ai due citati, sono da aggiungere: Sophisticated Boom Boom, loro album di debutto, Nude del 1988, che ha infranto ogni tipo di record in Giappone mentre è stato praticamente ignorato dal resto del mondo; Fan the Flame (Part 1), del 1990, addirittura pubblicato esclusivamente in Giappone; Nukleopatra, del 1995, in parte registrato in Italia; e Fragile, del 2000, che era già strutturato come una specie di raccolta di successi a cui si alternavano pezzi inediti.
L'etichetta adesiva posta sulla copertina dell'edizione doppia di Evolution - The Hits precisa che la compilation contiene, oltre a «strabilianti fotografie» e «rarissimi mix», 10 tra nuove canzoni e versioni alternative. La raccolta è difatti uscita in due versioni: una singola e una doppia. L'edizione USA è singola e comprende 18 tracce, tra cui 2 differenti versioni della hit britannica ed europea del gruppo, "You Spin Me Round (like a Record)". L'edizione realizzata per l'Europa e per il Giappone è invece doppia, contiene 28 brani e 3 diversi remix di "You Spin Me Round". Proprio quest'ultima è servita come singolo promozionale per l'intera collection, ripubblicata per l'ennesima volta, nella versione del «Performance Mix» (a cui ci si riferisce spesso, ma incorrettamente, come al «Murder Mix»).
Riguardo invece alle "10 tra nuove canzoni e versioni alternative" a cui rimanda l'etichetta adesiva, quanto alle prime, si tratta delle tracce comparse sugli album che, regolarmente pubblicati soltanto in Giappone, non sono circolati che come prodotti d'importazione negli altri paesi - Fan the Flame (Part 1), Nukleopatra e Fragile -, quanto alle altre, si tratta invece di nuove versioni implementate, di videomix o di remix aggiornati al 2003 di alcuni dei singoli anglo-europei usciti tra 1984 e 1989.

## Tracce

### Edizione doppia

#### CD 1
1. You Spin Me Round (like a Record) (Performance Mix) (Burns, Coy, Lever, Percy) - 7:27
2. My Heart Goes Bang (Get Me to the Doctor) (12" U.S. Wipe Out Mix) (Burns, Coy, Lever, Percy) - 5:59
3. Sex Drive (Burns, Persi, Rizzatti, Moratto, Testoni) - 6:36
4. What I Want (Burns, Percy) - 5:49
5. Brand New Lover (Burns, Coy, Lever, Percy) - 4:45
6. Misty Circles (Burns, Hussey, Percy) - 4:39
7. Lover Come Back to Me (Burns, Coy, Lever, Percy) - 4:57
8. I'll Save You All My Kisses (Burns, Coy, Lever, Percy) - 3:36
9. I Don't Wanna Be Your Boyfriend (Burns, Coy, Lever, Percy) - 4:40
10. Hooked on Love (Burns, Coy, Lever, Percy) - 5:15
11. I'm a Star (Burns, Coy, Oxendale) - 4:35
12. Something in My House (2000 Remix) (Burns, Coy, Lever, Percy) - 5:06
13. Isn't It a Pity (Burns, Coy, Barnecott) 4:43
14. You Spin Me Round (like a Record) (Alternative Metro 7" Edit) (Burns, Coy, Lever, Percy) - 4:24

#### CD 2
1. I'd Do Anything (Burns, Percy) - 5:22
2. Come Home with Me Baby (Burns, Coy, Lever, Percy) - 3:57
3. That's the Way (I Like It) (Casey, Finch) - 3:06
4. International Thing (Burns, Coy) - 3:43
5. In Too Deep (Burns, Coy, Lever, Percy) - 3:50
6. Unhappy Birthday (Burns, Coy, Oxendale) - 7:29
7. I Paralyze (Burns, Coy, Barnecott) - 5:55
8. Baby Don't Say Goodbye (Burns, Coy, Lever, Percy) - 6:15
9. Turn Around & Count 2 Ten (Burns, Coy, Lever, Percy) - 6:52
10. Your Sweetness Is Your Weakness (Burns, Coy, Oxendale) - 5:49
11. Nukleopatra (Burns, Coy) - 4:17
12. Rebel Rebel (Bowie) - 4:01
13. Hit and Run Lover (Burns, Coy, Barnecott) - 4:39
14. You Spin Me Round (like a Record) (Mark Moore & Mr. Motion Remix) (Burns, Coy, Lever, Percy) - 6:20

### Edizione singola
1. You Spin Me Round (like a Record)
2. That's the Way (I Like It)
3. In Too Deep
4. What I Want
5. Misty Circles
6. I'd Do Anything
7. Lover Come Back to Me (2003 Remix)
8. I'll Save You All My Kisses
9. Hooked on Love
10. Come Home with Me Baby
11. My Heart Goes Bang (Get Me to the Doctor)
12. Sex Drive
13. Turn Around & Count 2 Ten (2003 Remix)
14. Hit & Run Lover
15. Isn't It a Pity
16. Brand New Lover
17. Something in My House
18. You Spin Me Round (like a Record) (Metro 7" Edit)

## Credits
- Dead or Alive, Zeus B. Held, Stock, Aitken & Waterman, Phil Harding (The Mixmaster), Mark McGuire, Jay Burnett, Tim Weidner, Barry Stone, Les Sharma, Simon Barnecott, Graham Stack, Princess Julia, John Taylor, Punx Soundcheck, Mark Moore & David Motion: produzione
- Tim Pope, Vaughan Arnell, Anthea Benton, Tony Vanden Ende, Zanna: video editors
- Linda Fletcher: management
- James & James: fotografia
- Julian Gozra Lozano: direzione artistica, manipolazione digitale, artwork
- Simon Catwell: design
- Andie Airfix & Satori, Lynn Burns: artwork

### Posizioni in classifica
| Anno | Album                | UK | USA | Giappone | Germania |
| ---- | -------------------- | -- | --- | -------- | -------- |
| 2003 | Evolution - The Hits | 44 | 89  | 1        | 42       |